# مولي هاجان
مولي هاجان (بالإنجليزية: Molly Hagan)‏ هي ممثلة أمريكية، ولدت في 3 أغسطس 1961 بمنيابولس في الولايات المتحدة.

## أعمال

### أفلام
- (2015) نحن أصدقاؤك

### مسلسلات
- أنفابيولس
- إن سي آي إس
- لوس أنجلوس
- تشريح غراي
- جاغ
- موردر
- ربات بيوت يائسات
- شبح هامس
- كاسل

## وصلات خارجية
- مولي هاجان على موقع IMDb (الإنجليزية)
- مولي هاجان على موقع ألو سيني (الفرنسية)
- مولي هاجان على موقع أول موفي (الإنجليزية)
- مولي هاجان على موقع قاعدة بيانات الأفلام السويدية (السويدية)
- مولي هاجان على موقع إن إن دي بي (الإنجليزية)
- مولي هاجان على موقع قاعدة بيانات الفيلم (الإنجليزية)
- مولي هاجان على موقع كينوبويسك (الروسية)